# شوانگائو
شوانگاو (به آلمانی: Schwangau) یک شهر در آلمان است که در استالگوی واقع شده‌است.

## نگارخانه

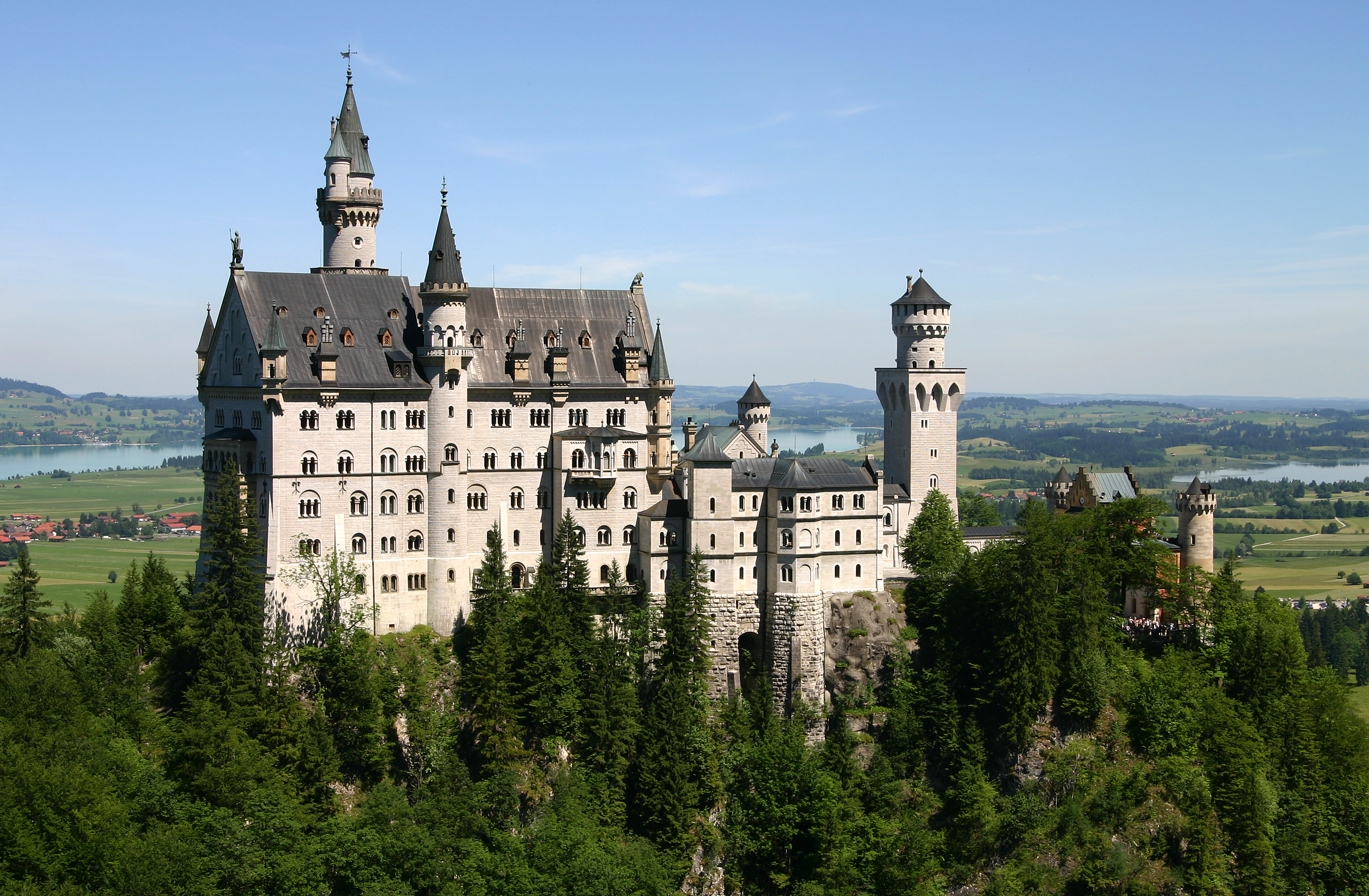